# Construcción de Cayley-Dickson
En matemáticas, la construcción de Cayley-Dickson produce una secuencia de álgebras sobre el cuerpo de los números reales, cada una con dimensión doble que la anterior. Las álgebras producidas por este proceso son conocidas como álgebras de Cayley-Dickson; dado que son una extensión de los números complejos, son números hipercomplejos.
Todas estas álgebras tienen los conceptos de norma y conjugado, siendo la idea general que el producto de un elemento y su conjugado debería ser el cuadrado de su norma.
La sorpresa es que para los primeros pasos, además de tener dimensión más alta, la siguiente álgebra pierde alguna propiedad algebraica específica.

## Introducción
Paso1. El paso de {\displaystyle \mathbb {R} } a {\displaystyle \mathbb {C} }
Los números complejos pueden escribirse como pares ordenados {\displaystyle (a,b)} de números reales {\displaystyle a} y {\displaystyle b}, con la suma definida componente a componente y el producto definido por la expresión:
{\displaystyle (a,b)(c,d)=(ac-bd,ad+bc).\,}
La conjugación de un número complejo quedará definida por:
{\displaystyle (a,b)^{*}=(a,-b).\,}
Como primera consecuencia, el producto de un número complejo así formado, por su conjugado {\displaystyle (a,b)^{*}(a,b)=(aa+bb,ab-ba)=(a^{2}+b^{2},0),\,} será siempre un número real no negativo, con lo que podremos definir su raíz cuadrada (la norma del número complejo):
{\displaystyle |z|=(z^{*}z)^{1/2}.\,}
Este mismo procedimiento, con unas ligeras modificaciones en la definición del producto y de la conjugación, nos permitirá definir los siguientes pasos de la construcción de Cayley-Dickson.
Paso 2. El paso de {\displaystyle \mathbb {C} } a {\displaystyle \mathbb {H} }
A partir de una pareja {\displaystyle (a,b)} de números complejos {\displaystyle a} y {\displaystyle b}, podemos definir el producto
{\displaystyle (a,b)(c,d)=(ac-d^{*}b,da+bc^{*}).\,}
Observamos dos variaciones con la fórmula que permitía el paso de R a C: aquí el orden es importante, pues el nuevo producto no será conmutativo, y aparece el conjugado de los números complejos (pues antes el conjugado de un número real era él mismo).
La conjugación quedará definida como:
{\displaystyle (a,b)^{*}=(a^{*},-b).\,}
De nuevo el producto de un elemento por su conjugado será un número real no negativo:
{\displaystyle (a,b)^{*}(a,b)=(a^{*},-b)(a,b)=(a^{*}a+bb^{*},ba^{*}-ba^{*})=(|a|^{2}+|b|^{2},0).\,}
Esto nos permitirá definir la norma de estos pares ordenados. Al álgebra de dimensión cuatro que forman estos pares ordenados se le conoce con el nombre de cuaterniones.

## El procedimiento general
El procedimiento general repite exactamente las definiciones dadas en el segundo paso (de {\displaystyle \mathbb {C} } a {\displaystyle \mathbb {H} }). De hecho, el primer paso (de {\displaystyle \mathbb {R} } a {\displaystyle \mathbb {C} }) puede verse como un caso particular del procedimiento general. En el tercer paso se construirían los octoniones como parejas de cuaterniones. En el cuarto paso se construirían los sedeniones como parejas de octoniones. El proceso puede repetirse indefinidamente.